# تیلاکوسمیلوس
تیلاکوسمیلوس (نام علمی: Thylacosmilus) به معنی کیسه‌دار دندان‌خنجری سرده‌ای منقرض‌شده از پستانداران پس‌دد گوشت‌خوار است که از اواخر میوسن تا اواخر پلیوسن و پیش از وقوع رویداد تبادل بزرگ آمریکا در آمریکای جنوبی زندگی می‌کرد. تیلاکوسمیلوس دارای همانندی بسیاری با سرده معروف چاقودندان بود. با این حال این جانور برخلاف چاقودندان که یک گوشت‌خوارسان بود نوعی از اسپاراسودنت محسوب می‌شد و دلیل وجود شباهت‌هایی میان آن‌ها نتیجه فرگشت همگرا بوده‌است. سرده تیلاکوسمیلوس در سال ۱۹۳۳ به وسیله ریگگس نام‌گذاری شد و تنها گونه شناخته شده آن تیلاکوسمیلوس آتروکس نامیده می‌شود. سنگواره‌های تیلاکوسمیلوس به صورت خاص در استان‌های کارتامارکا، انتره ریوس و لا پامپا واقع در کشور آرژانتین شناسایی شده‌است.

## ویژگی‌ها

جمجمه گونه‌نام تیلاکوسمیلوس در موزه شیکاگو

تیلاکوسمیلوس با حدود ۱۲۰ تا ۱۵۰ سانتی‌متر طول و وزنی بین ۸۰ تا ۱۲۰ کیلوگرم به بزرگی یک جگوار بوده و یکی از بزرگ‌ترین پستانداران گوشت‌خوار پس‌دد در تاریخ زمین محسوب می‌شود. سلاح اصلی تیلاکوسمیلوس در شکار طعمه دو دندان نیش بلند و خنجری‌شکل در فک بالای آن بود که به منظور حفاظت از آن‌ها قسمت جلویی فک پایین حالتی غلاف‌مانند به خود گرفته بود. قدرت آرواره تیلاکوسمیلوس چندان زیاد نبود و این جانور از دندان‌های نیش بلند و خنجری خود برای دریدن قسمت‌های نرم بدن طعمه مانند شکم استفاده می‌کرد تا طعمه در اثر خونریزی شدید جان دهد. به جز دندان‌های نیش فک بالا سایر دندان‌های تیلاکوسمیلوس کوچک بودند. دندان‌های پیش این جانور به طور کامل از بین رفته بودند و دندان‌های نیش فک پایین و همچنین دندان‌های آسیاب به مقدار قابل توجه‌ای تحلیل‌رفته بودند. همچون کیسه‌داران امروزی تیلاکوسمیلوس نیز به احتمال زیاد از کیسه‌ای برای پرورش نوزادان خود استفاده می‌کرده‌است.

## انقراض

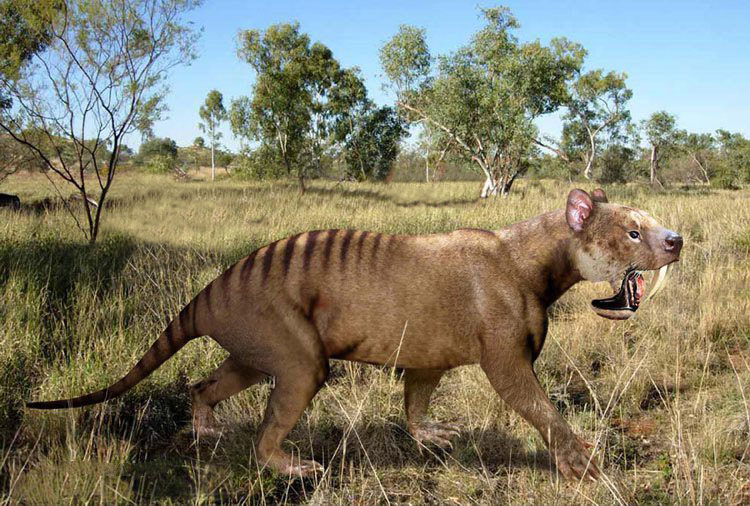
نگاره‌ای از تیلاکوسمیلوس در پاتاگونیا پیشاتاریخ

تئوری سنتی درباره انقراض تیلاکوسمیلوس این است که با وقوع تبادل بزرگ آمریکا بسیاری از پستاندارانی که در آمریکای شمالی حضور داشتند از جمله گوشت‌خوارسانان به صورت گونه‌های مهاجم وارد آمریکای جنوبی شده و شروع به رقابت با گونه‌های بومی کردند. تیلاکوسمیلوس نیز که توانایی رقابت با مهاجمین را نداشت منقرض شد. با این وجود پژوهش‌های اخیر نشان می‌دهند که تیلاکوسمیلوس پیش از رسیدن گونه‌های مهاجم احتمالاً به دلیل وقوع سرمایش جهانی که به یخبندان کواترنری منتهی شد منقرض شده‌است.